# Apoštolská prefektura Južno-Sachalinsk
Apoštolská prefektura Južno-Sachalinsk (rusky Южно-Сахалинская апостольская префектура) je římskokatolická apoštolská prefektura na území Ruska se sídlem v Južno-Sachalinsku a katedrálou sv. Jakuba. Je bezprostředně podřízena Sv. Stolci, vznikla v roce 1932 jako misie sui juris na japonské části ostrova Sachalin. Jejím současným administrátorem je Cyryl Klimowicz, biskup irkutský.